# Mordano
Mordano là một đô thị thuộc tỉnh Bologna trong vùng Emilia-Romagna nước Ý. Đô thị này có diện tích 21 km², dân số 4248 người.
Đô thị này giáp các đô thị sau: Bagnara di Romagna, Imola, Massa Lombarda.